# Zoey Deutch
Zoey Francis Chaya Thompson Deutch, född 10 november 1994 i Los Angeles, är en amerikansk skådespelerska och producent. Hon är mest känd för sin roll som Rose Hathaway i tonårsfilmen Vampire Academy, men har också haft mindre biroller i ett antal kända filmer och serier såsom Beautiful Creatures, Switched at Birth och Dirty Grandpa.
Zoey hittas även i nyare filmer där hon har huvudroller eller biroller, till exempel Everybody Wants Some (2016), Why Him? (2016), Before I Fall (2017), Flower (2017) och Set It Up (2018).

## Filmografi i urval

### Filmer
- 2011 – Mayor Cupcake
- 2011 – Hallelujah (TV-film)
- 2012 – The Amazing Spider-Man
- 2013 – Beautiful Creatures
- 2014 – Vampire Academy
- 2016 – Dirty Grandpa
- 2016 – Everybody Wants Some!!
- 2016 – Vincent N Roxxy
- 2016 – Good Kids
- 2016 – Why Him?
- 2016 – Of Dogs and Men
- 2017 – Before I Fall
- 2017 – Rebel in the Rye
- 2017 – Flower
- 2017 – The Year of Spectacular Men
- 2017 – The Disaster Artist
- 2018 – Set It Up
- 2018 – Richard Says Goodbye
- 2019 – Buffaloed
- 2019 – Zombieland: Double Tap
- 2022 – The Outfit
- 2024 – Anniversary
- 2024 – Juror No. 2
- 2025 – The Threesome
- 2025 – Anniversary

### TV-serier
- 2010–2011 – The Suite Life on Deck
- 2011–2012 – Ringer
- 2013 – Switched at Birth
- 2019–2020 – The Politician